# Стратус (музичка група)
Стратус је српска прогресив метал и хеви метал група, основана у Јагодини 2002. године.

## Историја
Бенд је формиран 2002. године од стране гитариста Дарка Константиновића и Саше Јанковића. Бивши певач Освајача Ненад Јовановић из Руме придружио се бенду 2003. године. Са Гораном Пешићем (бас гитара), Гораном Николићем (бубњеви) и Александром Љубисављевићем (клавијатуре), објавили су истоимени деби албум Стратус у марту 2005., и те године су свирали на отварању Зајечарске гитаријаде.
У 2008-oj, Ненад Вукелић (бас гитара), Сале Стојковић (бубњеви) и Славиша Маленовић (клавијатуре) постају нови чланови бенда. Те године бенд је издао свој други студијски албум Еквилибриум?.

## Postave
2005 - 2008
- Ненад Јовановић - вокал
- Дарко Константиновић - гитаре
- Саша Јанковић - гитаре
- Горан Пешић - бас гитаре
- Сале Љубисављевић Љубишко - клавијатуре
- Горан Николић - Шоки - Бубњеви

2008 - мај 2009
- Ненад Јовановић - вокал
- Дарко Константиновић - гитаре
- Саша Јанковић - гитаре
- Ненад Вукелић - бас гитаре
- Славиша Маленовић Пинки - клавијатуре
- Сале Стојковић - Бубњеви

мај 2009 -
- Дарко Константиновић - гитаре
- Саша Јанковић - гитаре

Специјални гости:
- Игор Миладиновић - вокал на Екуилибриуму
- Ђорђе Јеремић - бубњеви

## Дискографија
1. 2005. Стратус (Ван рецордс)
2. 2008. Еквилибриум? (Тејк Ит Ор Лив Ит)